# Kunitaka Kokaji
Kunitaka Kokaji (小鍛冶　邦隆), Kokaji Kunitaka) est un chef d'orchestre et compositeur japonais.

## Biographie
Kokaji étudie la composition au Tōkyō Geijutsu Daigaku auprès de Masayuki Nagatomi et Teizō Matsumura après quoi il est assistant du chef Kazuo Yamada. Il poursuit sa formation au conservatoire de Paris auprès d'Olivier Messiaen et Henriette Puig-Roget et à l'Académie de musique et d'arts du spectacle de Vienne auprès de Otmar Suitner. Il travaille ensuite comme répétiteur à Paris et à Vienne et prend des leçons avec Franco Ferrara en Italie ainsi qu'avec Igor Markevitch et Manuel Rosenthal.
Il fait ses débuts en tant que dirigeant avec l'orchestre symphonique métropolitain de Tokyo. Il dirige par la suite le nouvel orchestre symphonique du Japon, l'orchestre philharmonique du Japon, l'orchestre philharmonique de Tokyo et l'orchestre symphonique de Tokyo. Il dirige la Sinfonietta de Tokyo depuis la fondation de l'ensemble avec lequel il a donné des concerts en Allemagne et en France. Au Japon, il a dirigé la première de l'opéra Pénélope de Gabriel Fauré et la musique de scène Pelléas et Mélisande dans la version originale.
Depuis 1999, Kokaji est directeur et chef du Contemporary Music Ensemble Tokyo COmeT avec lequel il est lauréat en 2003 du prix Keizo Saji (佐治敬三賞). Au cours de la saison 2003-04, il donne à paris un concert avec l'ensemble 2e2m, ensemble français de musique contemporaine. Depuis 2004, il donne avec l'ensemble COmeT la Performing Experiment Series.
Kokaji a donné la version japonaise des instrumentations de Berlioz/Strauss et a lui-même rédigé un manuel de composition. En tant que compositeur, il est lauréat entre autres du premier prix du « concours de composition Xenakis » et du « prix Bekku du jeune compositeur »  et a reçu une mention spéciale lors des journées mondiales de la société internationale pour la musique contemporaine. 
Il est actuellement professeur de composition au Tōkyō Geijutsu Daigaku.